# Kościół św. Jadwigi w Pępowie
Kościół świętej Jadwigi – rzymskokatolicki kościół parafialny należący do parafii pod tym samym wezwaniem (dekanat krobski archidiecezji poznańskiej).
Budowa świątyni została rozpoczęta około 1600 roku przez właściciela Pępowa Jana Konarzewskiego. W 1610 roku jeszcze nie ukończoa świątynia została odwiedzona przez księdza Andrzeja Hapa. Po śmierci Jana Konarzewskiego budowa świątyni była kontynuowana przez jego brata Andrzeja. Według tradycji budowa została zakończona w 1625 roku. W 1628 roku biskup pomocniczy poznański, Jan Baykowski konsekrował świątynię pod wezwaniem św. Jadwigi i św. Andrzeja. W 1734 roku nawałnica zerwała dach świątyni i uczkodziła częściowo jego wieżę. Zarysowana i grożąca zawaleniem wieża została rozebrana, natomiast w latach 1829-1836 Józef Mycielski, syn Michała i Elżbiety Mierzejewskiej, wybudował nową, istniejącą do dziś, wysoką na 30 metrów, ozdobioną fryzami z dekoracją roślinną, wnękami i zwieńczoną zębatą attyką. Także w tym czasie zostały dobudowane w stylu gotyckim dwie nawy boczne, zakrystia (obecnie kaplica świętej Jadwigi) i boczna kruchta (obecnie zakrystia). Przebudowa została projektowana przez włoskiego architekta Franciszka Marii Lanciego. Kolejna przebudowa została wykonana w XX wieku, według projektu z 1918 roku znanego architekta z Poznania, Mariana Andrzejewskiego. W nawie głównej zostało wówczas wykutych sześć dodatkowych okien, które zostały ozdobione bogatą neobarokową sztukaterią. Zakrystia została przeniesiona do kruchty bocznej, a na miejscu dotychczas istniejącej powstała kaplica św. Jadwigi.